# Ан-714
Ан-714 — советский экспериментальный самолёт на базе Ан-14 с шасси на воздушной подушке (СПО), разработанный Куйбышевским КБ шасси самолётов и вертолётов под руководством И. А. Бережного. Предназначался для проведения комплекса исследований по определению области применения СПО как взлётно-посадочного устройства.

## История
Попытки оснастить самолёт шасси на воздушной подушке (СПО) предпринимались неоднократно. Впервые такой аппарат был создан в СССР в 1939 году. На учебно-тренировочный самолёт УТ-2 вместо колёсного шасси установили резиновый баллон с вентиляторной установкой. В 1941 году была разработана аналогичная конструкция СПО для Пе-2, баллоны размещались под мотогондолами. По замыслу конструкторов, после взлёта воздух из баллонов выпускался, и они втягивались в задние отсеки мотогондол, где закрывались створками. Но Пе-2 с СПО так и не взлетел. На Ан-714 , который был спроектирован на базе Ан-14, была применена такая же схема гибкого ограждения для СПО, как и на Пе-2.
Первый полёт Ан-714 совершил 20 октября 1970 года. Ан-714 был построен в одном экземпляре, и работы по такой схеме СПО были прекращены, как неперспективные.

## Техническое описание СПО
СПО представляет собой три несущих баллона тороидальной формы из прорезиненной ткани, расположенных на местах крепления стоек шасси. Сверху каждого баллона установлен гидромотор ГМ-36 мощностью 22 л. с. с центробежным ротором. Привод ротора — от маршевых двигателей самолёта через систему гидравлического вала. Масса каждого такого устройства 28 кг.
Ротор нагнетает воздух в камеру внутри кольца баллона, создавая внутри зону высокого давления. Из-за разницы в давлении между объёмом внутри баллона и нормальным атмосферным давлением самолёт поднимается до тех пор, пока давление не стабилизируется. Избыток воздуха выходит в атмосферу между баллоном и опорной поверхностью, образуя так называемую воздушную подушку. Испытания показали, что удельное давление на поверхность 0,07 кгс/см², что в 100 раз меньше, чем у колёсного шасси.

## Технические характеристики
Источник данных: Авиационная энциклопедия «Уголок Неба»

Технические характеристики
- Экипаж: 2
- Длина: 11,36 м
- Размах крыла: 21,99 м
- Высота: 4,63 м
- Площадь крыла: 39,72 м²
- Профиль крыла: трапециевидной
- Масса пустого: 2720 кг
- Максимальная взлётная масса: 3420 кг
- Масса топлива во внутренних баках: 290 кг
- Силовая установка: 2 × ПД Прогресс (Ивченко) АИ-14РФ
- Мощность двигателей: 2 × 300 л. с. (2 × 220 кВт)

Лётные характеристики
- Максимальная скорость: 209 км/ч
- Крейсерская скорость: 165 км/ч
- Практическая дальность: 450 км
- Практический потолок: 4500 м